# Elbertse Orgelmakers
Elbertse Orgelmakers is een bedrijf dat gespecialiseerd is in het restaureren, het onderhouden en het bouwen van orgels. Het bedrijf is in 1917 opgericht door Johannes Josephus Elbertse.

## Geschiedenis
Toen Jan Elbertse in het weeshuis waar hij opgroeide in aanraking kwam met de orgelmaker Maarschalkerweerd en zn. die daar een orgel plaatste, wilde hij orgelmaker worden. Elbertse ging in de leer bij Maarschalkerweerd tot meesterknecht en richtte in 1917 zijn eigen bedrijf op.
In 1926 vestigde het bedrijf zich in Soest aan de Oranjelaan. In 1929 trad zijn zoon Jan (J.B.M.) ook in het bedrijf. De tweede generatie zette het bedrijf door in een moeilijke tijd en zijn zoon Hans (J.G.M.) zette het bedrijf voort en liet het bedrijf weer opbloeien. In 1996 verhuisde het bedrijf naar de Zuidergracht. In 2009 is zijn zoon Jos (J.C.) in dienst getreden.
In 2023 is het bedrijf gefuseerd met Van Vulpen.

## Projecten (selectie)
- Willemstad (Curaçao), Synagoge, Flaes 1866, restauratie 2003
- Delft, Maria van Jessekerk, Maarschalkerweerd 1893, restauratie/reconstructie/nieuwbouw 2009
- Nieuwegein Jutphaas, St. Nicolaaskerk, Maarschalkerweerd 1879, restauratie/reconstructie 2010
- Wassenaar, Goede Herderkerk, nieuwbouw 2011
- Amstwerdam, Museum Ons' Lieve Heer Op Solder, Hendrik Meijer 1794, restauratie 2012
- 's Heerenberg, St. Pancratiuskerk, Maarschalkerweerd 1907, restauratie 2012
- Katwijk, Vredeskerk, Bätz 1765, restauratie 2013
- Leiden, Pieterskerk, Thomas Hill 1883, restauratie 2013
- Krimpen aan de Lek, Hervormde kerk, Assendelft 1767, restauratie RW/Nieuwbouw HW + Pedaal 2014
- Heukelum, Ned. Hervormde kerk, Gideon Thomas Bätz 1779, restauratie 2015
- Tilburg, H. Dionysius ('t Goirke), F.C. Smits 1905, deelrestauratie 2015
- Amerongen, Kasteel Amerongen, Gideon Bätz 1780, restauratie 2015
- Biezelinge, Mozeskerk, L. van Dam 1909, restauratie 2015
- Utrecht, Catharinakathedraal, Maarschalkerweerd 1903, Restauratie 2016
- Leusden, Dorpskerk, Knipscheer 1871, restauratie 2016